# قانجق شهرک
مهردشت ، روستایی است از توابع بخش گالیکش شهرستان مینودشت در استان گلستان ایران.

## جمعیت
این روستا در دهستان قراولان قرار داشته و بر اساس سرشماری سال ۱۳۸۵ جمعیت آن ۹۵۷ نفر (۲۱۶ خانوار)
بوده‌است.